# Севастопольский вальс (песня)
«Севастопольский вальс» — советская песня, которую написали в 1955 году композитор Константин Листов и поэт Георгий Рублёв. Песня стала широко популярной, нередко характеризуется в СМИ как неофициальный гимн Крыма.
Впервые песня «Севастопольский вальс» прозвучала в Одессе, 22 февраля 1955 года во время гастролей оркестра Эдди Рознера на Украине. Первым исполнителем этой песни был Эмиль Горовец, в то время солист оркестра Эдди Рознера.
Впоследствии песню исполняли Георг Отс и Владимир Бунчиков, позже «Севастопольский вальс» включали в свой репертуар такие известные певцы, как Юрий Богатиков, Леонид Кострица, Ренат Ибрагимов, Александр Розум, Олег Погудин, Владимир Самсонов.
В 1961 году Константин Листов написал одноимённую оперетту, лейтмотивом которой является мелодия «Севастопольского вальса».

## История

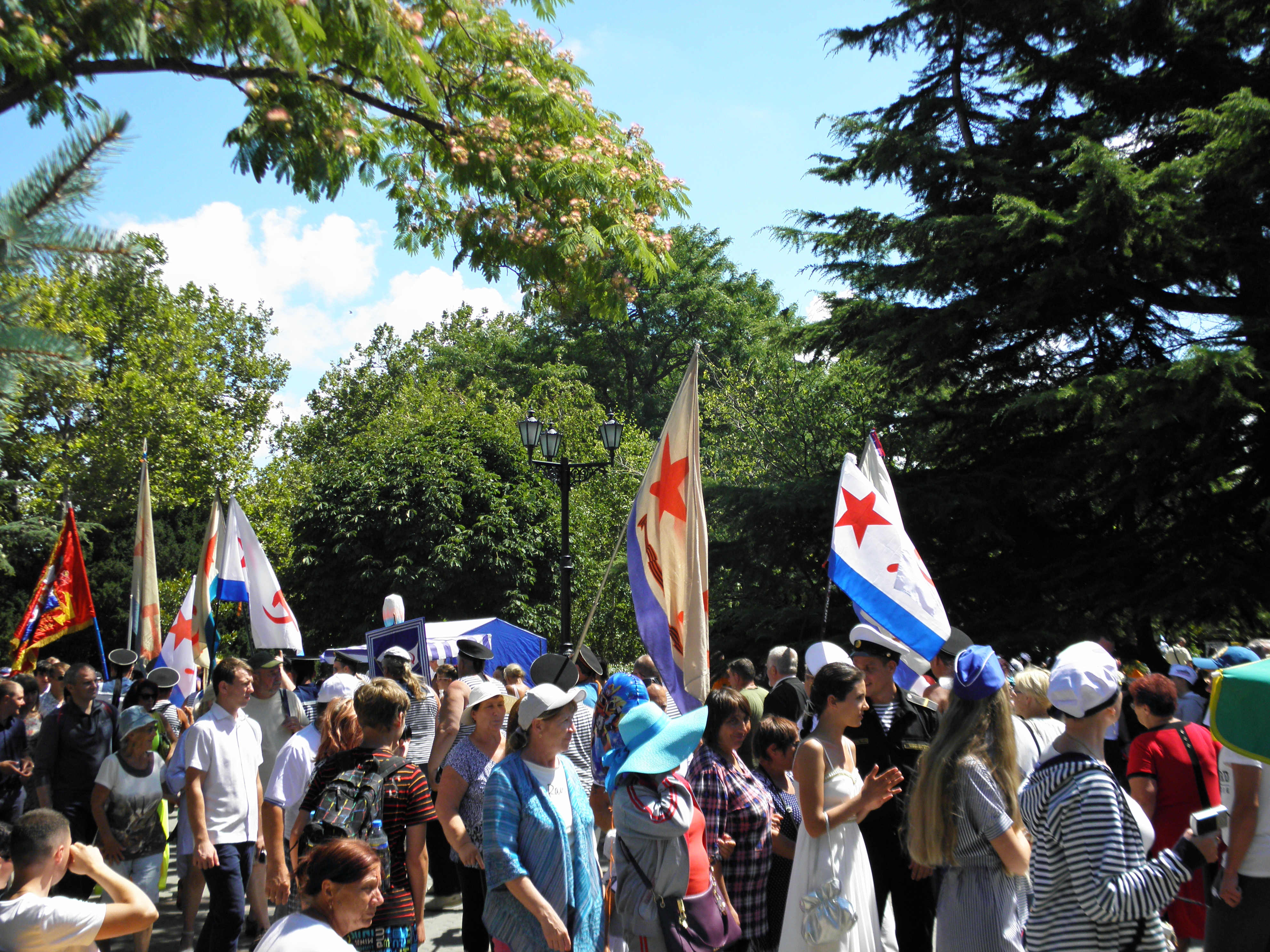
Севастополь. Приморский бульвар. День Военно-морского флота

Композитор Константин Листов рассказывал, как он создавал «Севастопольский вальс» к 10-летней годовщине Дня Победы и столетию Первой обороны Севастополя.

Когда я писал эту песню, я видел перед собой картину вечернего Севастополя, освещённого лучами заходящего солнца… Наступает прохлада, с моря дует свежий ветерок. Матросы в белоснежных выутюженных форменках собираются на Приморском бульваре, где многих ждут любимые девушки. Шутки, смех, танцы — во всём чувствуется молодая радость жизни. А наутро корабли уходят в море.

Мелодия была готова уже в 1954 году, за стихами Листов обратился к своему другу, поэту Георгию Рублёву. Несмотря на тяжёлую болезнь, поэт с энтузиазмом взялся за сочинение текста и придумал название песни: «Севастопольский вальс». Четыре строки припева сочинил сам Листов. Рублёв написал текст песни всего за несколько дней, но уже не успел услышать профессиональное исполнение своей песни.
В 2016 году правнучка композитора, российский тележурналист Е. Л. Листова, сняла (для показа на телеканале НТВ 9 мая) документальный фильм «Севастопольский вальс», посвящённый второй обороне Севастополя (1941—1942), По словам Листовой, «впечатления о Севастополе, о его упорном достоинстве, о его особенной опрятности — и на улицах, и в отношениях, о только там возможном сочетании роскоши и строгости — эти впечатления и вылились во всем известный вальс. И ничем, кроме вальса, не могла получиться эта музыка у моего прадеда. В этом фильме мне оставалось только расшифровать его ноты».